# Berlencourt-le-Cauroy
Berlencourt-le-Cauroy ist eine französische Gemeinde mit 273 Einwohnern (Stand 1. Januar 2022) im Département Pas-de-Calais in der Region Hauts-de-France. Sie gehört zum Arrondissement Arras, zum Kanton Avesnes-le-Comte und zum Kommunalverband Campagnes de l’Artois.

## Lage
Die Gemeinde Berlencourt-le-Cauroy liegt am Südostrand des Artois an der oberen Canche, 30 Kilometer westlich von Arras. Nachbargemeinden von Berlencourt-le-Cauroy sind Sars-le-Bois im Norden, Denier im Nordosten, Liencourt im Osten, Grand-Rullecourt im Südosten, Sus-Saint-Léger im Süden, Beaudricourt im Südwesten, Estrée-Wamin im Westen sowie Magnicourt-sur-Canche im Nordwesten.

## Bevölkerungsentwicklung
| Jahr                       | 1962 | 1968 | 1975 | 1982 | 1990 | 1999 | 2006 | 2014 | 2022 |
| -------------------------- | ---- | ---- | ---- | ---- | ---- | ---- | ---- | ---- | ---- |
| Einwohner                  | 335  | 266  | 246  | 241  | 254  | 265  | 258  | 281  | 273  |
| Quellen: Cassini und INSEE |      |      |      |      |      |      |      |      |      |

## Sehenswürdigkeiten
- Kirche Saint-Sulpice in Berlencourt
- Kirche Saint-Pierre in Le Caurox
- zwei Kapellen namens Jésus-Flagellé in Le Cauroy
- Schloss Cauroy

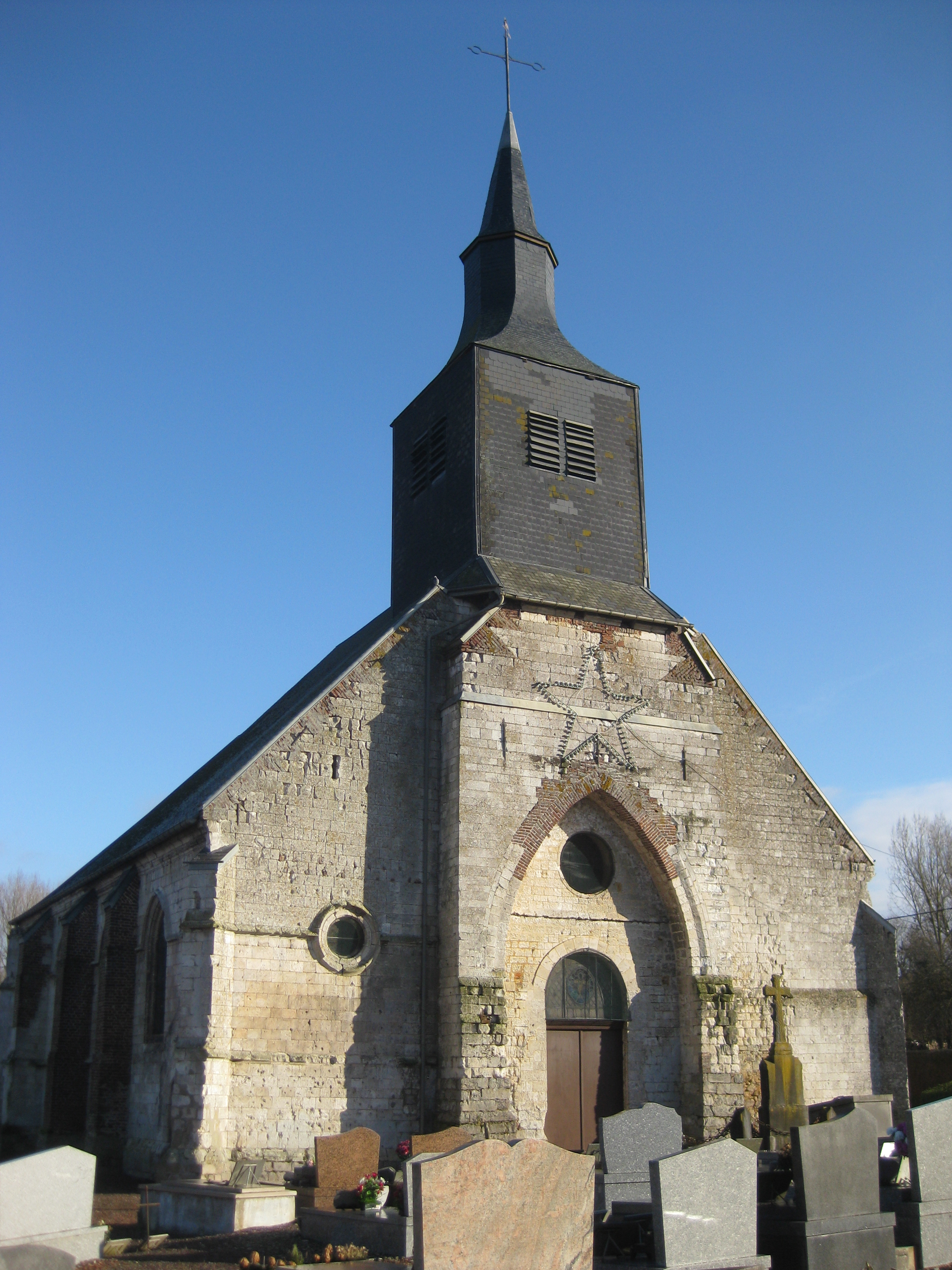
Kirche Saint-Sulpice